# آهگائو

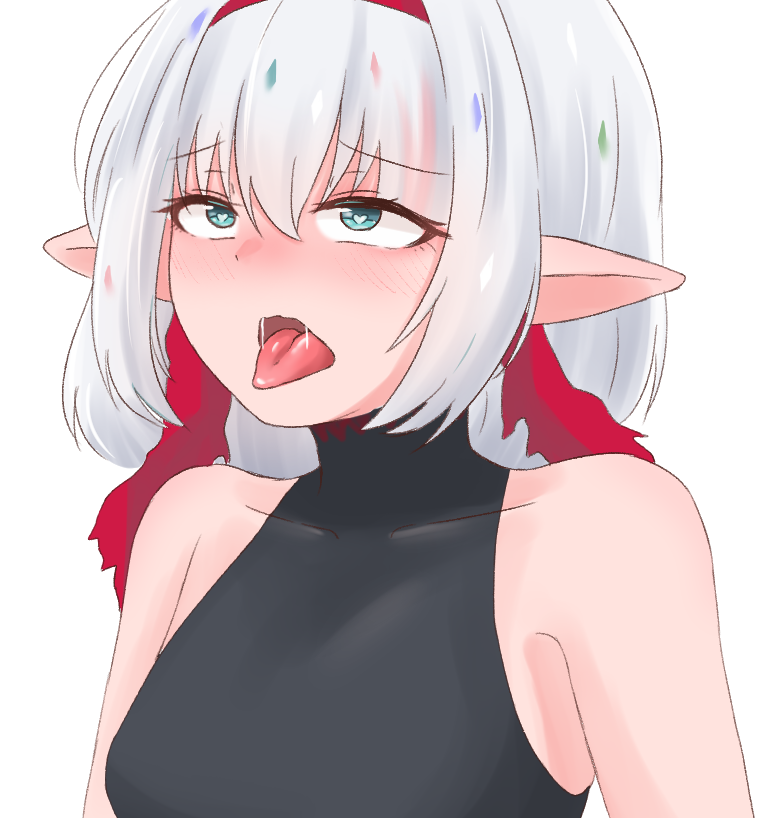
حالت چهره آهگائو

آهگائو (به ژاپنی: アヘ顔) اصطلاحی در پورنوگرافی ژاپنی برای بیان اغراق‌آمیز صورت شخصیت‌ها (معمولاً زنان) در حین رابطه جنسی، معمولاً با چشم‌های چرخان یا ضربدری، زبان بیرون زده و صورت کمی قرمز شده، برای نشان دادن لذت یا خلسه است. این سبک اغلب در مانگاهای وابسته به شهوت‌نگاره مانگا، انیمه (هنتای) و بازی ویدئویی (اروگه) استفاده می‌شود.

## نام‌شناسی
قسمت اول اصطلاح، ahe (کاتاکانا :アヘ; غیرقابل نمایش در کانجی) مخفف aheahe アヘアヘ)، یک نام‌آوا برای «تپش» یا «نالان» و قسمت دوم، gao یا kao (顔) کانجی است و به معنای «صورت» ژاپنی است. بنابراین، ahegao را می‌توان به صورت ناله یا نفس نفس زدن یا به صورت آزادتر به عنوان "چهره جادویی" تفسیر کرد.
اصطلاح دیگری که شبیه ahegao ikigao (イキガオ) به معنای «صورت [یعنی ارگاسم] در حال آمدن». تفاوت بین ahegao و ikigao سبک هنری نقاشی واقع گرایانه تری است که برای ikigao، در آثار نسبتاً رایج تر یافت می‌شود.

## تاریخچه

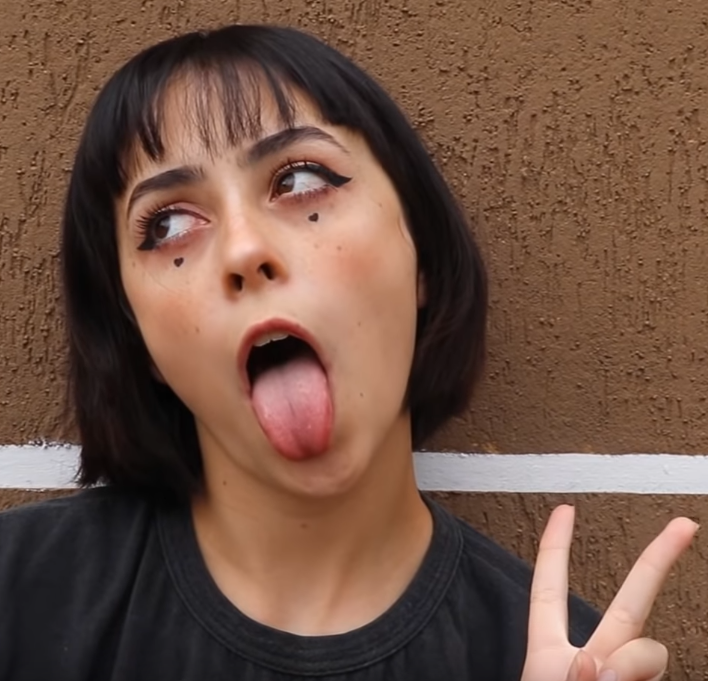
یک دختر با حالت چهره آهگائو و نماد V

اصطلاح آهگائو که با نام O-Face نیز شناخته می‌شود، حداقل به اوایل دهه ۱۹۹۰ برمی گردد. مجلات پورنوگرافی از این کلمه برای توصیف حالات چهره بازیگران زن پورن اکشن زنده در هنگام ارگاسم استفاده می‌کردند. در همین زمینه، ahegao در برخی از پست‌ها در 2Channel و انجمن خواهرش برای محتوای بزرگسالان، BBSPink، و همچنین در ویدیوهای مستهجن در پلتفرم‌های تجارت الکترونیک بزرگسالان در اوایل دهه ۲۰۰۰ استفاده شد.

## لباس آهگائو

### ممنوعیت پوشاک آهگائو
در ژانویه ۲۰۲۰ چندین کنوانسیون انیمه در سراسر ایالات متحده لباس آهگائو را به دلایل خود ممنوع کردند. بازدیدکنندگانی که آن لباس‌ها را پوشیده بوند از ورود به مراسم منع شدند که منجر به بحث جنجالی در جامعه جهانی انیمیشن شد.
شرکت چینی Shenzhen Guangcai Trading یک علامت تجاری برای عبارت "Ahegao" در سپتامبر ۲۰۱۸ ثبت کرد و در ۲۳ آوریل ۲۰۱۹ توسط اداره ثبت اختراع و علائم تجاری ایالات متحده تأیید شد. در ۲۷ ژوئیه ۲۰۲۰، جیکوب گریدی، مدیر عامل Fakku، اعلام کرد که ثبت علامت تجاری را به چالش می‌کشد و بازرگانی Shenzhen Guangcai را به استفاده از آثار هنری دزدیده شده متهم کرد.